# Aphthona hauseri
Aphthona hauseri is een keversoort uit de familie bladkevers (Chrysomelidae). De wetenschappelijke naam van de soort werd in 1911 gepubliceerd door Heikertinger.